# Дом под ящерицей
Дом под ящерицей (пол. Kamienica Pod Jaszczurką) — историческое здание, историческо-архитектурный памятник, находящийся на Главном рынке, 8 в краковском районе Старый город, Польша. Памятник культуры Малопольского воеводства.
Дом был построен в XIV веке. Своё наименование получил от барельефа ящерицы, располагавшейся на портале входа. Современный барельеф является копией; готический оригинал хранится в Национальном музее. В последующее время неоднократно перестраивался в XVI, XIX и XX веках. В XVI—XVIII веках совмещался с соседним Бонеровским домом и был многоквартирным домом. От первоначального здания XV века сохранился готический первый этаж, который выполнен в так называемом пястовском готическом своде. 
С 1960 года в доме располагается штаб-квартира старейшего краковского студенческого клуба под названием «Под ящурами».
В 1932 году здание было внесено в реестр памятников культуры Малопольского воеводства (№ А-56).